# Pablo Pedro XIII Terzian
Pablo Pedro XIII Terzian (en armenio Պօղոս Պետրոս ԺԳ. Թերզեան, Boghos Bedros Terzian) (Kütahya, Imperio otomano, 1 de septiembre de 1855 - Bzommar, Líbano, 15 de diciembre de 1931) fue un religioso armenio, patriarca (Catholicós) de Cilicia y primado de la Iglesia católica armenia. 

## Biografía
Fue nombrado obispo de Adana el 8 de septiembre de 1892. A la dimisión de Pablo Pedro XII Sabbaghian fue elegido patriarca de Cilicia de los armenios el 23 de abril de 1910, y confirmado por la Santa Sede el 27 de noviembre de 1911.
Ese mismo año se proclamó en Roma un sínodo de la Iglesia católica armenia para hacer frente al creciente nacionalismo turco y para una mejor organización eclesiástica. Durante su patriarcado los armenios del Imperio otomano sufrieron lo que ha pasado a la historia como el genocidio armenio. Incluso la Iglesia católica armenia sufrió las consecuencias: todo el trabajo realizado en los dos siglos anteriores fue destrozado. Cifras inciertas de la masacre y la destrucción: 156 iglesias, 32 conventos, 148 escuelas y 6 seminarios destruidos, 270 sacerdotes y 300 frailes muertos. Encontraron la muerte durante las persecuciones los obispos de Mardin, Diyarbakır, Harput, Malatya, Muş y Bursa.
En 1928 el patriarca Terzian convocó un segundo sínodo armenio en Roma para reorganizar lo que quedaba de la Iglesia católica armenia. La mayoría de las diócesis en el antiguo Imperio otomano habían desaparecido; el mismo patriarca, ahora en el exilio en Roma, tenía dificultades para establecer un diálogo con el nuevo gobierno turco. Por expreso deseo del Sínodo, la Santa Sede, el 15 de octubre de 1928, con los breves apostólicos Commissum Nobis promulgado por el papa Pío XI, decidió trasladar la sede patriarcal de Constantinopla al antiguo convento de Bzommar (distrito de Keserwan) al norte de Beirut, Líbano. 
| Predecesor: Pablo Pedro XII Sabbaghian | Patriarca de Cilicia de los Armenios 1910 - 1931 | Sucesor: Avedis Pedro XIV Arpiarian |